# 帕奇特阿河

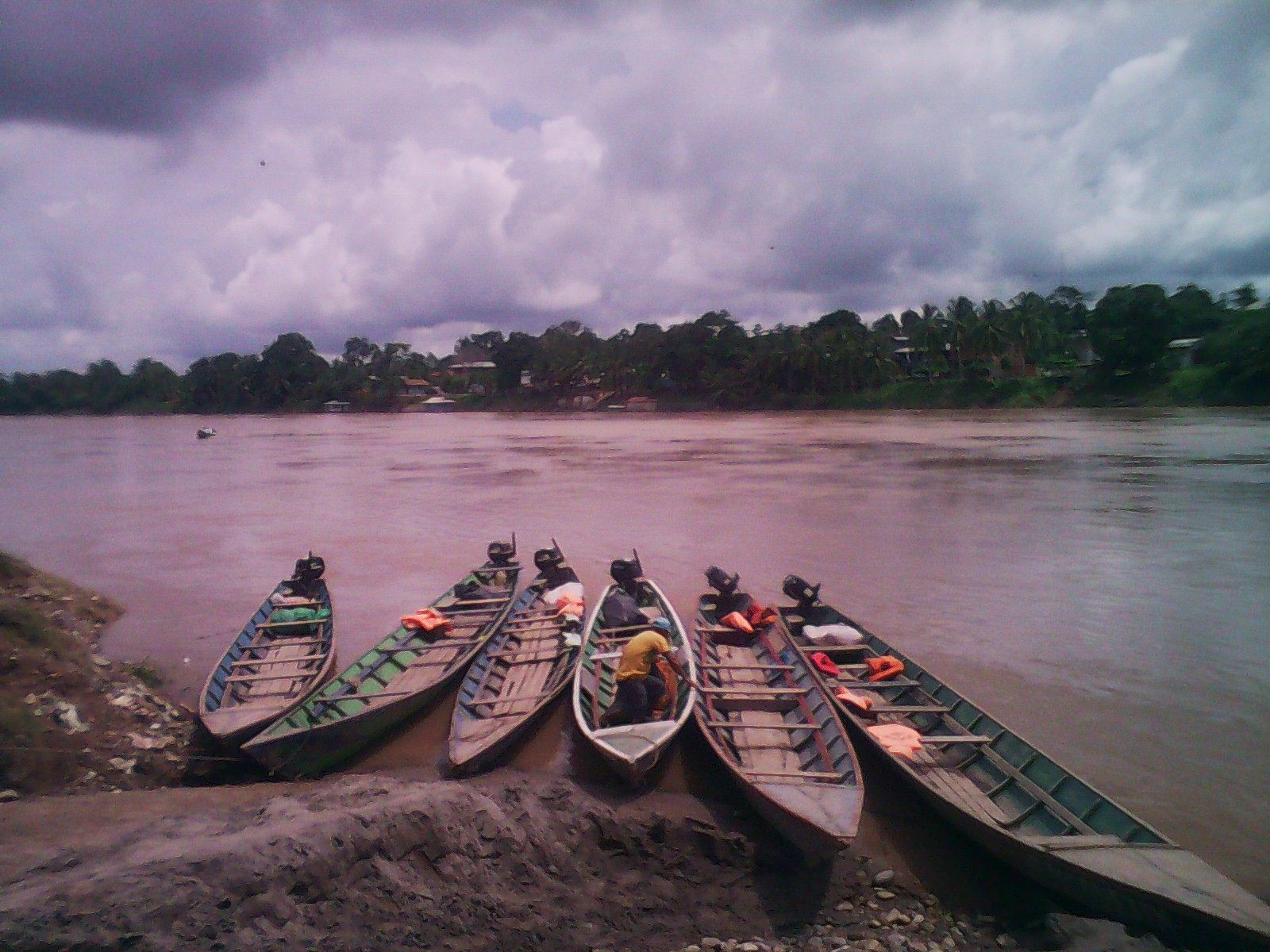
帕奇特阿河

帕奇特阿河（西班牙語：Río Pachitea）是秘魯的河流，位於亞馬遜河集水區，屬於烏卡亞利河的支流，河道全長393公里，流域面積約29,000平方公里，發源自安第斯山脈地區東坡。